# Salchicha de Morteau

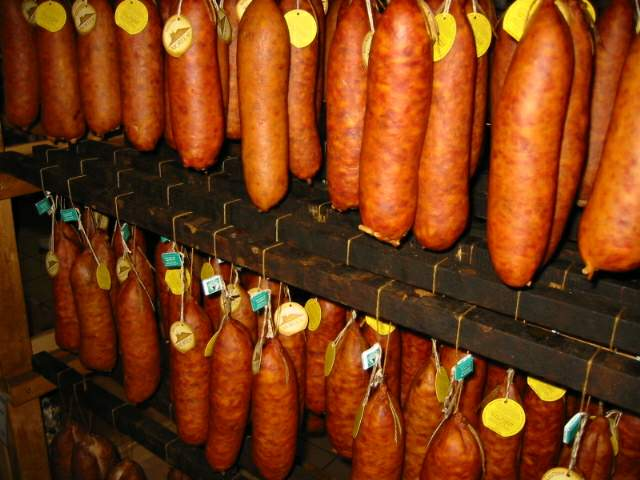
Salchichas de Morteau siendo ahumada.

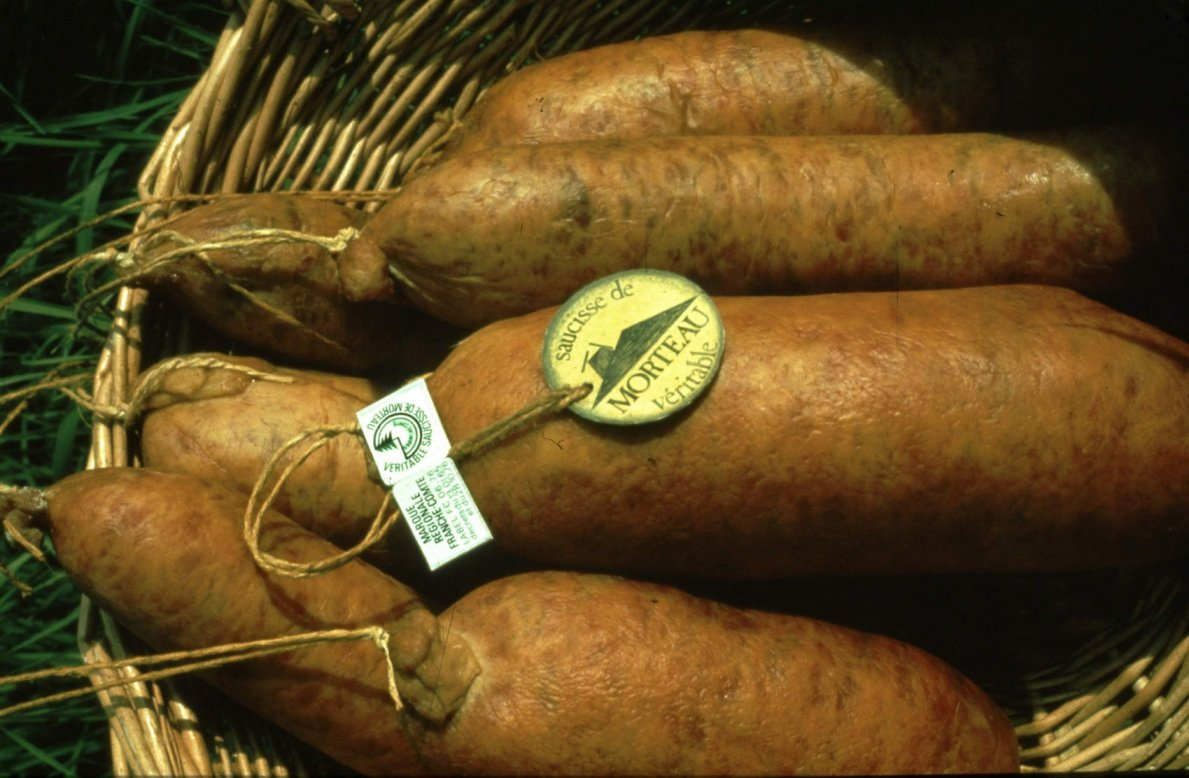
Salchichas de Morteau.

La salchicha de Morteau, también conocida como Belle de Morteau, es una salchicha ahumada tradicional originaria de la región francesa de Morteau, en el departamento de Doubs, Franco Condado. Es una salchicha cruda con un sabor muy fuerte y muy compacta, lo que la hace ideal para cocer.
Se produce en la meseta y las montañas del Jura (en Doubs) a una altitud superior a 600 m. La ciudad de Morteau está en el centro de esta industria artesanal.
La salchicha de Morteau se elabora usando solo cerdo del Franco Condado, debido a que en esta región montañosa los animales se ceban a la manera tradicional. Además, para poder usar la etiqueta «Saucisse de Morteau», la salchicha debe ahumarse durante al menos 48 h con serrín de conífera y enebro dentro del tuyé. Se trata de salas piramidales cuyo extremo superior está provisto de una chimenea para favorecer la ventilación. Los tuyés actuales reproducen a mayor escala las grandes chimeneas tradicionales de los hogares del Franco Condado. Sin embargo la salchicha no se cuece, ya que la combustión es muy lenta y se produce dentro de una fuerte corriente de aire.
Estas salchichas son garantizadas por una Denominación de Origen, que indica su calidad, origen y método de elaboración como especialidad regional francesa. La auténtica salchicha de Morteau lleva un pequeño taco de madera que cierra una de sus extremidades, además de una etiqueta de metal.